# Edmond Michelet

Edmond Michelet

Edmond Michelet (* 8. Oktober 1899 in Paris; † 9. Oktober 1970 in Marcillac-la-Croisille, Département Corrèze) war ein französischer Politiker (MRP, RPF). Er war Minister für Verteidigung (1945–46), Veteranen (1958–59), Justiz (1959–61), öffentlichen Dienst (1967–68) und Kultur (1970–71). Von 1962 bis 1967 war er Mitglied des Conseil constitutionnel (Verfassungsgerichts).

## Leben
In seiner Jugend wurde er von seinem katholischen Umfeld geprägt. Er wurde 1930 Präsident der katholischen Jugend im Département Corrèze.
1940 schloss er sich der entstehenden Résistance an. Im Februar 1943 wurde er von der Gestapo verhaftet und im Gefängnis Fresnes südlich von Paris inhaftiert. Dort wurde er auch von dem Gefangenenseelsorger Abbé Franz Stock betreut. Im September 1943 wurde Michelet in das KZ Dachau deportiert und dort im Juni 1945 von der 7. US-Armee befreit. Er begründete mit anderen Überlebenden das Comité International de Dachau.
Michelet setzte sich im Anschluss für die deutsch-französische Aussöhnung und die Europäische Einigung ein.
Als Mitglied des christdemokratischen Mouvement républicain populaire (MRP) wurde er 1945 in die Verfassunggebende Versammlung gewählt. Gleichzeitig wurde er in der provisorischen Regierung Charles de Gaulles vom 21. November 1945 bis 24. Juni 1946 Heeresminister (Ministre des Armées; das vorherige Kriegsministerium wurde seinerzeit aufgeteilt: de Gaulle selbst wurde Minister für nationale Verteidigung und der Kommunist Charles Tillon Minister für Rüstung). Nach Inkrafttreten der Verfassung der Vierten Republik war Michelet von 1946 bis 1951 Abgeordneter des Départements Corrèze in der französischen Nationalversammlung. 1947 trat er de Gaulles Partei Rassemblement du peuple français (RPF) bei und wurde dafür aus dem MRP ausgeschlossen. Von 1952 bis 1959 war er Senator des Départements Seine. Von Oktober 1957 bis Juni 1958 war er Vizepräsident des Conseil de la République.
Nach der Wahl de Gaulles zum Staatspräsidenten wurde Michelet am 9. Juni 1958 Staatssekretär für die Kriegsveteranen. Vom 8. Januar 1959 bis zum 24. August 1961 war er Justizminister. Von 1962 bis 1967 gehörte er dem Conseil constitutionnel (Verfassungsgericht) an. Vom 6. April 1967 bis 31. Mai 1968 war er Staatsminister für den öffentlichen Dienst und vom 20. Juni 1969 bis zu seinem Tod Staatsminister für Kultur.
Von 1962 bis 1964 war Michelet Präsident des Europäischen Dokumentations- und Informationszentrums (CEDI).